# Station Henne
Station Henne is een station in Henne een dorp in de gemeente Varde in Denemarken. Het station ligt aan de spoorlijn Varde - Tarm. Henne wordt  bediend door de treinen van Esbjerg naar Nørre Nebel. 
Het stationsgebouw uit 1903 is een ontwerp van Heinrich Wenck. Het is in 2002 verkocht. Voor de reiziger is er sindsdien een abri.